# Aleš Čeh
Aleš Čeh (* 7. April 1968 in Maribor, SFR Jugoslawien, heute Slowenien) ist ein ehemaliger slowenischer Fußballspieler und heutiger -trainer.

## Spielerkarriere
Čeh begann seine Karriere bei Slovan Ljubljana. Sein nächster Verein war der Lokalrivale Olimpija. 1992 wechselte er über die Landesgrenze zum Grazer AK, zum damaligen Zeitpunkt in der zweiten österreichischen Leistungsstufe. Den Athleten blieb der defensive Mittelfeldspieler elf Jahre treu. In diese Zeitspanne fällt gleichermaßen das Wiedererstarken des Traditionsvereins von der Mur wie auch zahlreiche Einsätze in der slowenischen Nationalelf. Mit dem GAK wurde er in den Jahren 2000 und 2002 jeweils Österreichischer Cup- und Supercupsieger. Von 2003 bis 2005 spielte er in seiner Heimat für NK Maribor. Im Januar 2005 holte ihn Werner Gregoritsch, der schon in Graz einer seiner Trainer war, zum LASK Linz. 2006 wechselte er wieder zurück in seine Heimat, diesmal wieder zu seiner ersten Profistation, dem NK Olimpija Ljubljana.

### Nationalmannschaft
Aleš Čeh spielte 74 Mal im slowenischen Nationalteam und konnte sich mit der Nationalmannschaft für die EM 2000 und WM 2002 qualifizieren. Bei beiden Turnieren war er bei allen Spielen über die vollen 90 Minuten im Einsatz, 2002 führte er die Mannschaft zudem als Kapitän an.

## Trainerkarriere
Nach Beendigung seiner Spielerlaufbahn trainierte er die Jugendauswahl der unter 16-Jährigen beim Slowenischen Verband und war als Co-Trainer bei Olimpija tätig. Im Juni 2011 übernahm er nach dem Abgang von Peter Stöger den Trainerposten beim Grazer AK. Nach nur einer Saison trat er am 9. Juni 2012 nach dem verpassten Aufstieg von seinem Trainer Amt in Graz zurück. Am 14. September 2012 ernannte der slowenische Erstligist Rudar Velenje ihn als Nachfolger des entlassenen Trainers Dušan Kosič.
Am 2. Januar 2013 ernannte ihn Srečko Katanec als seinen Co-Trainer bei der Slowenischen Fußballnationalmannschaft und er trat als Vereinstrainer bei Velenje zurück.

## Erfolge
- Teilnahme an der EM 2000 (3 Einsätze)
- Teilnahme an der WM 2002 (3 Einsätze/1 Gelbe Karte)
- In den Jahren 2000 und 2002 jeweils österreichischer Pokalsieger und Superpokalsieger mit dem GAK